# Сенькино (Парабельський район)
Се́нькино (рос. Сенькино) — присілок у складі Парабельського району Томської області, Росія. Входить до складу Заводського сільського поселення.

## Населення
Населення — 4 особи (2010; 11 у 2002).
Національний склад (станом на 2002 рік):
- росіяни — 100 %